# アレクサンドル・スヴォーロフ
イタリア公アレクサンドル・ヴァシリエヴィチ・スヴォーロフ＝リムニクスキー伯爵（ロシア語: Князь Италийский граф Александр Васильевич Суворов-Рымникский, ラテン文字転写: Kni͡az' Italiyskiy graf Aleksandr Vasil'yevič Suvorov-Rymnikskiy, 1729年11月24日（ユリウス暦11月13日） - 1800年5月18日（ユリウス暦5月6日））は、ロシア帝国の軍人。ルムニク・スヴォーロフ伯。イタリア大公。ロシア帝国歴代3人目にして最後の大元帥。軍事史上でも稀な不敗の指揮官として知られる。

## 生涯

### 生い立ち
1729年11月24日、モスクワで貴族の家に生まれる（1730年出生説もある）。父のヴァシリ・イヴァノビチ・スヴォーロフはピョートル1世に仕えた将軍であった。母のアヴドーチヤは、同じくピョートル1世に仕え、オリョール総督を務めたアルメニア系貴族フェドセイ・マヌコフの娘であった。

### 初期の軍歴
12歳頃、アブラム・ガンニバルが父ヴァシリに助言し、自由に進路を選べるようになった。1742年11月3日、軍に入隊したスヴォーロフは、ロシア・スウェーデン戦争（1741年-1743年）に従軍した。1748年1月12日、伍長となりサンクトペテルブルク連隊に配属となった。1749年、連隊の配置がモスクワに転換され、この機会にスヴォーロフは士官学校に入学した。1751年、士官学校を卒業し、ソコーニン少将の副官となった。この年の3月から10月にかけて、外国使節となった少将に従い、ドレスデンやウィーンを訪問した。
1754年、中尉に昇進。1755年からスヴォーロフは部隊の指揮官となった。1756年、大尉に昇進。同年8月29日に勃発した七年戦争に従軍した。1759年8月12日のクーネルスドルフの戦いにも参加し、他にも数々の功績を立てた。終戦となった1762年までにスヴォーロフは大佐に昇進し、連隊を指揮していた。

### ポーランド侵攻

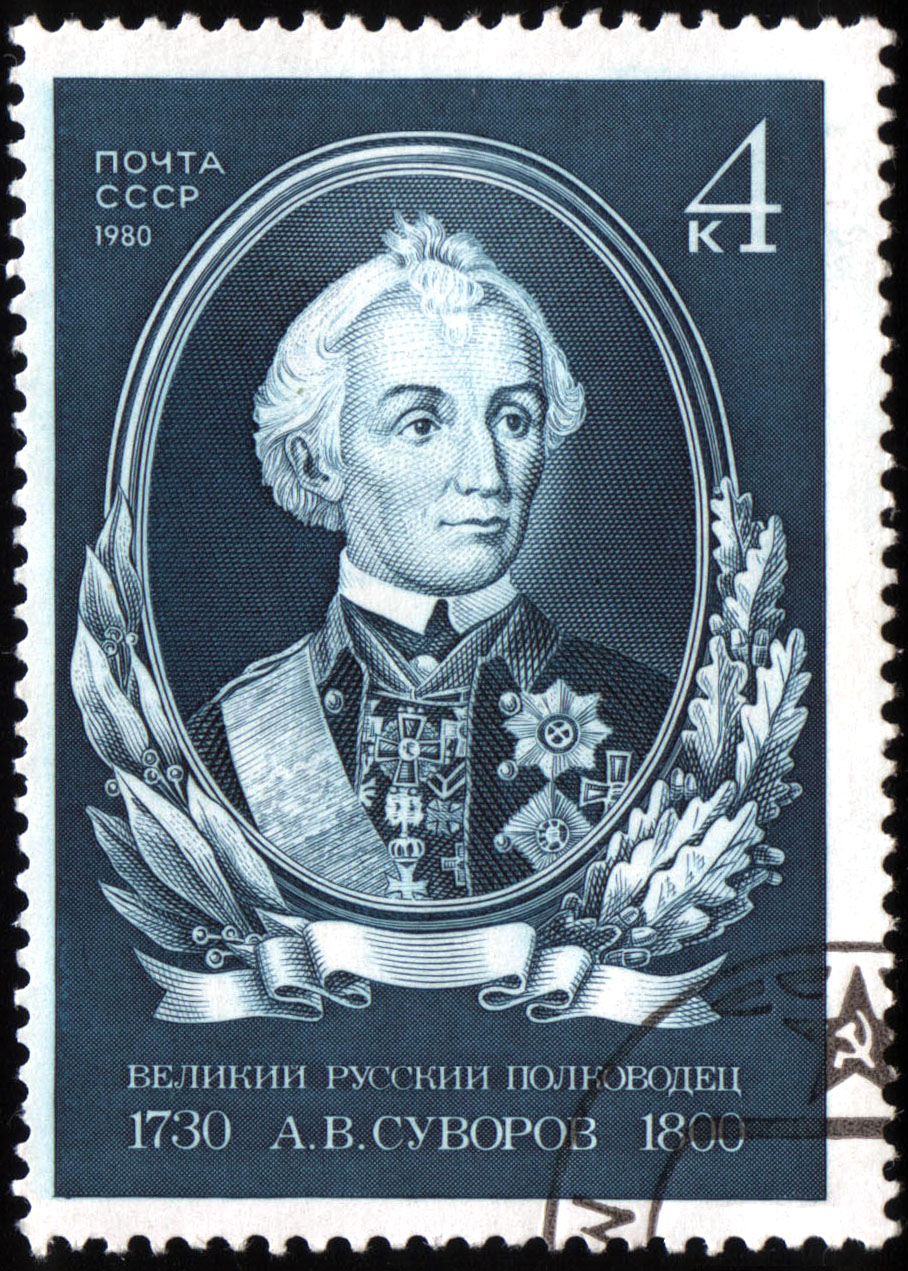
ソビエト連邦 切手, アレクサンドル・スヴォーロフ, 1980年 (Michel 5009, Scott 4878)

1768年、ポーランドへの干渉を強めるロシアに対して、シュラフタを中心とするバール連盟が決起し、ロシアとポーランド王スタニスワフ2世に対する闘争を開始した。スヴォーロフは3個連隊（スモレンスク、スズダリ、ニジニ・ノヴゴロド）を率いてポーランド侵攻に従軍した。
1769年夏、スヴォーロフはスズダリ連隊と騎兵2個中隊を率い、わずか12日で500キロを踏破してワルシャワを制圧。1771年9月23日、直属の兵わずか822名で、3000から4000名の連盟軍を撃破。1772年4月26日、クラクフを占領し、連盟を降伏させた。結果、第一回目のポーランド分割が行われた。スヴォーロフはこれらの功績により少将に昇進した。

### 第一次露土戦争
ポーランド侵攻と並行して、ロシアはオスマン帝国との間に第一次露土戦争を行っていた。ポーランド制圧を終えたスヴォーロフはこの方面に派遣され、1773年4月17日、アストラハン歩兵連隊とコサック騎兵連隊の指揮を引き継いだ。スヴォーロフの部隊はサルティコフ中将の第一軍の隷下に置かれ、全軍の右翼についた。
1773年6月28日、スヴォーロフはドナウ川近郊に築かれたオスマン軍野営地を奇襲して勝利した。オスマン軍はドナウ川を越えて撤退し、ロシアはルーマニアを制してトルコ侵攻の橋頭堡を築いた。1774年1月27日、スヴォーロフはワルワラ・イワノヴナ・プロソロスカと結婚した。
4月、スヴォーロフはバルカン半島に侵攻し、6月19日のコズルドジの戦いでは、8,000名の軍で40,000名のオスマン軍を撃破した。これはオスマン帝国にとって決定的な打撃となった。6月21日、キュチュク・カイナルジ条約が締結され、ロシアはオスマン帝国から多数の利益を引き出した。

### プガチョフの乱
この頃、ヴォルガではコサックの首長エメリヤン・プガチョフによる反乱（プガチョフの乱）が勃発していた。第一次露土戦争終結後まもなく、スヴォーロフは鎮圧に派遣された。1774年8月30日、現地軍の指揮を引き継いだスヴォーロフは、9月14日までに反乱軍を撃破し、首謀者のプガチョフを捕縛してモスクワへ送った。スヴォーロフは引き続き軍の指揮を任され、反乱軍残党の掃討にあたった。1775年8月11日、留守中にサンクトペテルブルクで娘ナターリヤが生まれた。
1777年、スヴォーロフはクリミア軍司令官に任じられ、軍の再編にあたった。1779年、カフカス軍司令官に異動。1780年、中将に昇進した。1782年、カザン軍司令官に異動。1783年、大将に昇進した。1784年、息子アルカディーが生まれた。

### 第二次露土戦争

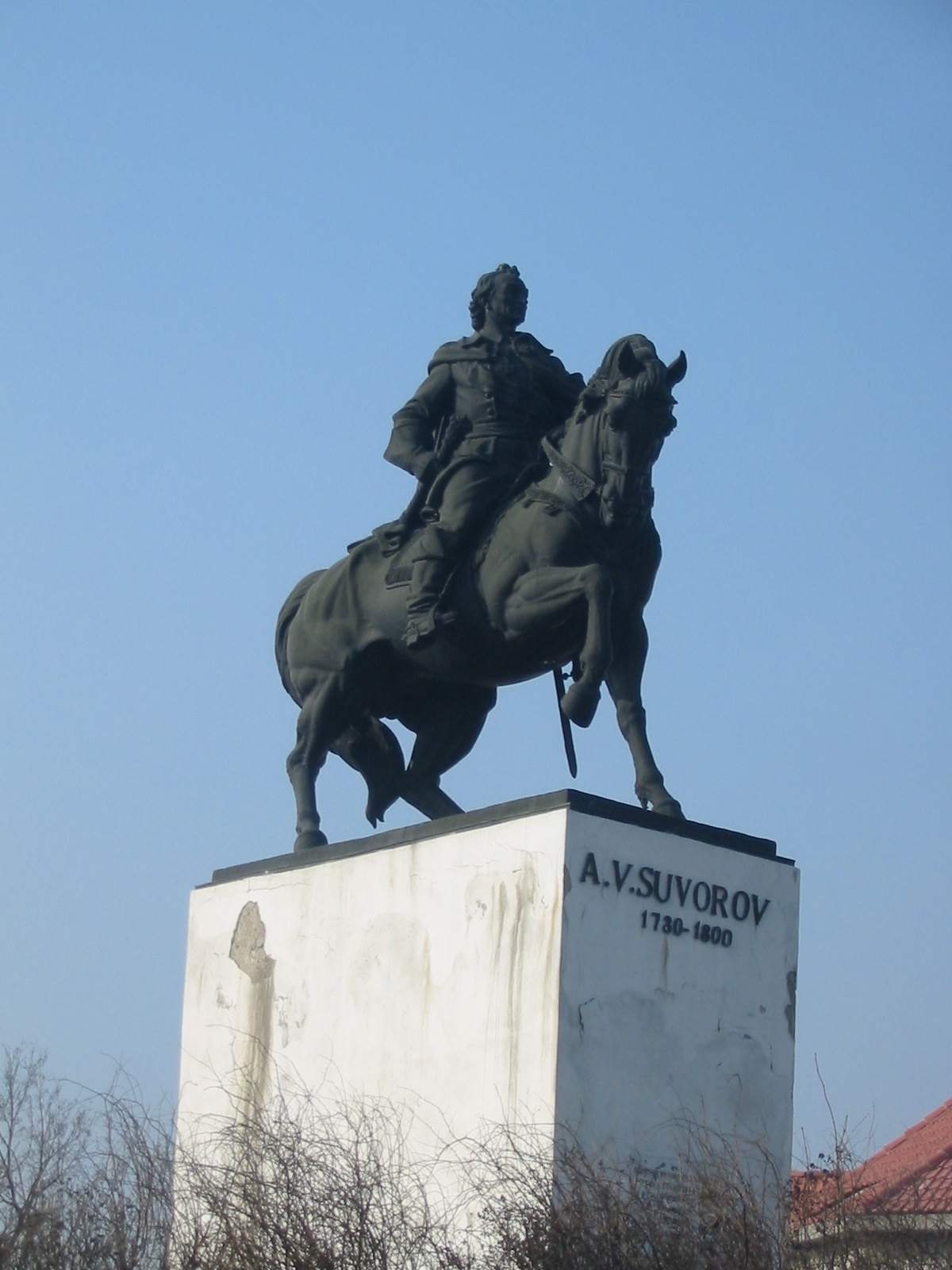
フォクシャニ近郊に建つスヴォーロフの彫像

1787年、ロシアのオスマン帝国への領土割譲要求をきっかけに第二次露土戦争が勃発した。スヴォーロフは30,000名の軍を率いてドニエプル河口にあった。10月17日、オスマン軍がキンブルン岬のキンブルン要塞へ攻撃を仕掛けてきたが（キンブルンの戦い）、これを撃退した。この攻防戦の最中にスヴォーロフは尻と腕を負傷している。傷が癒えたスヴォーロフは、1788年8月7日からオチャーコフ要塞を包囲し（オチャーコフ包囲戦）、1789年2月、6ヵ月間にわたる攻防戦の末に陥落させた。また、この最中にもスヴォーロフは首を負傷している。
1789年8月12日、スヴォーロフはフォクシャニでオスマン軍を撃破し、エカチェリーナ2世から聖アンドレイ勲章を授与された。1789年9月22日、ロシア軍は神聖ローマ帝国軍と連合し、ルムニク・サラトでオスマン軍を撃破した。この際、神聖ローマ帝国皇帝ヨーゼフ2世も戦場にいたが、指揮はスヴォーロフが執っている。エカチェリーナ2世は勝利を祝福して、スヴォーロフにルムニク伯の爵位を授け、さらに自身の名を爵位に添えることを許した。また、ヨーゼフ2世も神聖ローマ帝国における伯爵位を授けた。
1790年、スヴォーロフはオスマン帝国の重要拠点であるイスマイル要塞を攻撃した。この攻防戦において、ミハイル・クトゥーゾフは、要塞の稜堡へ5度にわたる果敢な攻撃を仕掛けた。12月21日、イスマイル要塞は陥落。スヴォーロフはエカチェリーナ2世への報告の中で、陥落はクトゥーゾフの功績であると述べた。このため、クトゥーゾフは脚光を浴びるようになった。
事実上、この時点でロシアの勝利は確定しており、スヴォーロフの力が必要とされる場面はなくなっていた。このため、戦争中は抑えられていた、総司令官ポチョムキンとの反目が表面化してきた。ポチョムキンはエカチェリーナの寵臣で、その縁を利用して総司令官に収まっていたが、軍事的には凡庸な人物であった。そのため、スヴォーロフとは戦略をめぐって幾度も対立した。また、ポチョムキンは、イズマイル要塞陥落の功を自分のもののように宣伝しており、スヴォーロフは公然とこれを非難していた。
このような軋轢があったため、1791年4月、スヴォーロフは突然スウェーデンとの国境地帯を守備する軍の司令官に左遷された。さらに7月にはカレリア要塞司令官に異動となった。一方、第二次露土戦争は、1792年1月9日にヤシ条約が締結されて終結した。ロシアはオスマン帝国から黒海周辺の領土を獲得し、一挙に版図を拡大した。1792年12月、スヴォーロフはウクライナ軍司令官に任じられ、再び最前線で軍の指揮を取ることとなった。これは前年にポチョムキンが死亡したためであった。

### コシチュシュコの蜂起
1794年3月24日、ポーランド・リトアニア共和国の軍人タデウシュ・コシチュシュコが、ロシアの支配に対して蜂起した。ロシアはこれを鎮圧しようと軍を送ったが、ポーランド軍に敗れて後退していた。9月、急遽派遣されたスヴォーロフは、軍を建て直して攻勢に転じた。ロシア軍は勝利を続け、10月10日、マチェヨヴィツェの戦いでポーランド軍に大打撃を与え、さらに蜂起の首謀者コシチュシュコを捕縛した。
11月3日、ロシア軍はワルシャワへの攻撃を開始、翌4日に陥落させた。ポーランド軍はプラガ地区で最後の抵抗を行った（プラガの戦い）。プラガ地区で4時間に渡って市街戦が行われ、ポーランド軍は全滅した。
ワルシャワ陥落によって蜂起は終結した。スヴォーロフはたった3語だけの簡潔な報告を皇帝へ送った。「万歳。ワルシャワ。スヴォーロフ(Huraah.Warsow.Suvorov.)」。あるいは「万歳。プラガ。スヴォーロフ(Huraah. Praga. Suvorov.)」ともいう。これに対し皇帝はこう返答した。「おめでとう。元帥。エカチェリーナ(Bravo. Fieldmarshal. Ekaterina.)」。これでスヴォーロフは元帥に昇進したのである。ただし、正式に任命され、元帥杖を受け取ったのは、1795年にサンクトペテルブルクに戻ってからである。
1796年、エカチェリーナ2世が没し、パーヴェル1世が即位した。体制の刷新を狙っていたパーヴェル1世は、先帝に重用されていたスヴォーロフを軍務から解任した。スヴォーロフはボロヴィチ近郊のKonchanskoyeにある邸宅に引退したが、ことあるごとにパーヴェル1世の政策を非難したため、監視がつけられた。

### フランス革命戦争
1798年12月、フランス革命戦争が進行する中、諸国は対フランスで結束し、第二次対仏大同盟が結成された。1799年2月、パーヴェル1世はスヴォーロフを呼び戻し、ロシア軍最高司令官に任命した。4月12日、スヴォーロフは30,000名(兵力は諸説あり。以下の数字も同様。)のロシア軍を率いてイタリアに到着し、50,000名のオーストリア軍(神聖ローマ帝国軍)と合流した。この時点での、イタリアにおけるフランス軍の戦力は150,000名。しかし、大半は各地に分散した守備隊で、即座に動かせる戦力は20,000から30,000名程度だった。
4月17日、オーストリアのパール・クライ将軍に20,000名を委ねて翼側を防御させ、スヴォーロフ自身は残りの60,000名を率いて南下を開始した。4月20日、バグラチオンとクトゥーゾフの前衛がブレシアを制圧。モロー将軍率いるフランス軍はアッダ川沿いに戦線を張った。4月25日から27日にかけて行われたカッサーノ・ダッダの戦いで、連合軍はフランス軍を撃破した。4月29日、連合軍はミラノを制圧。スヴォーロフは西方へ軍を展開させ、5月27日、トリノを制圧した。
6月、マクドナル将軍率いる35,000名が北上してきたため、スヴォーロフは33,000名を率いて迎撃に向かった。6月17日から19日にかけて行われたトレッビアの戦いで、連合軍6,000名の損害に対し、フランス軍16,000名(10,000名とも)の損害を与えて勝利した。フランス軍はジェノヴァへ後退した。スヴォーロフは軍をノーヴィまで進め、側面の安全を確保するため、マントヴァ、アレッサンドリアの攻略を待った。
7月1日、アレッサンドリアが陥落。7月27日、マントヴァが陥落。後顧の憂いの消えたスヴォーロフは予備のクライ軍との合流を待ち、50,000名の軍を率いてジェノヴァへ向けて南下した。一方のフランス軍も、新任の司令官ジュベール将軍が35,000名の軍を率いて北上していた。8月15日、ノーヴィの戦いで、連合軍8,000名の損害に対し、フランス軍17,000名の損害を与え、さらに司令官ジュベールを戦死させて勝利した。フランス軍は再びジェノヴァに撤退した。これによって、ジェノヴァを除く北部イタリアは全て連合軍の手に落ちた。スヴォーロフはサルデーニャ王カルロ・エマヌエーレ4世から、サヴォイア大公の爵位を授けられた。

### アルプス越え

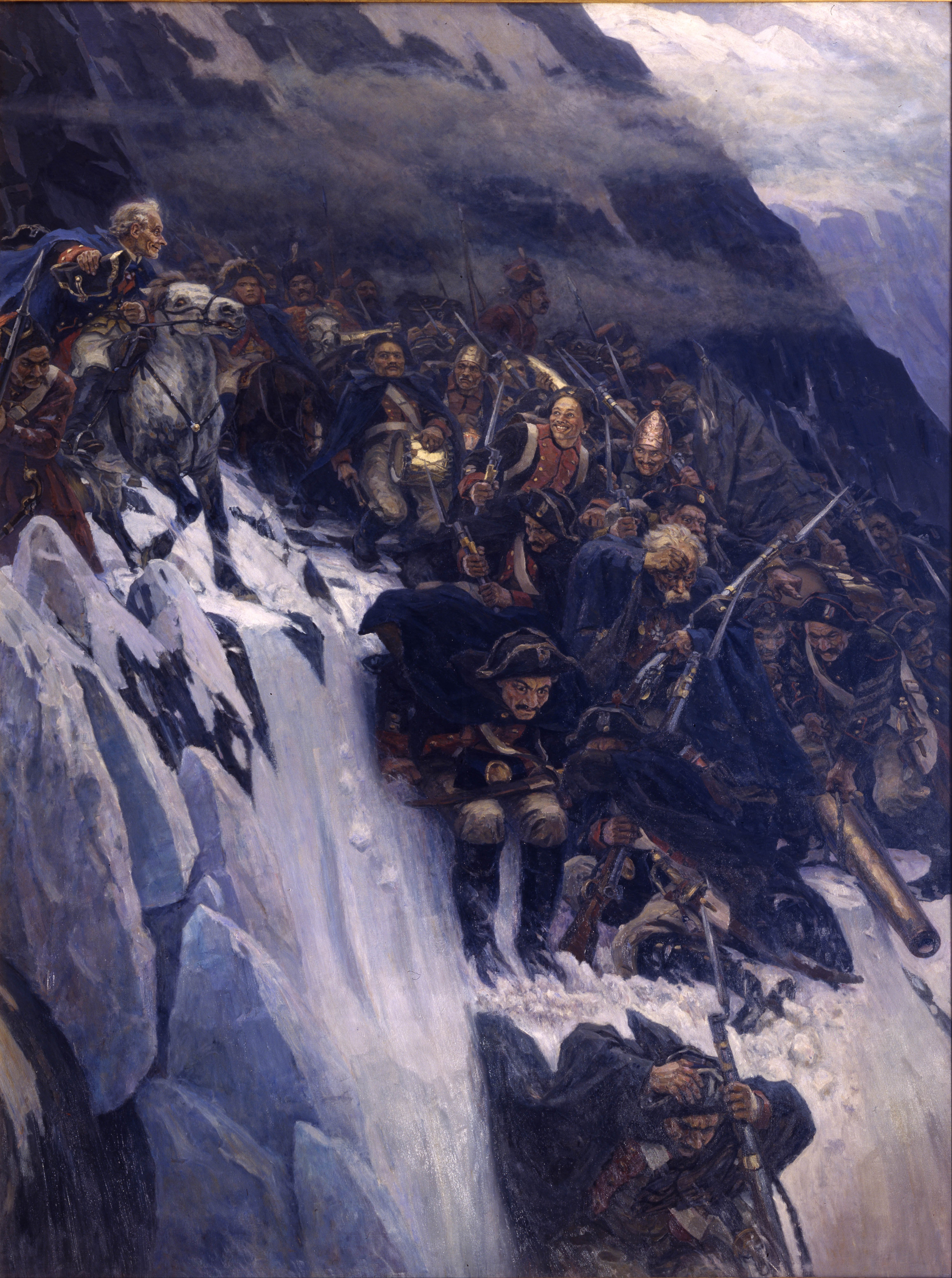
グラールスからイランツへアルプスを越えるスヴォーロフ

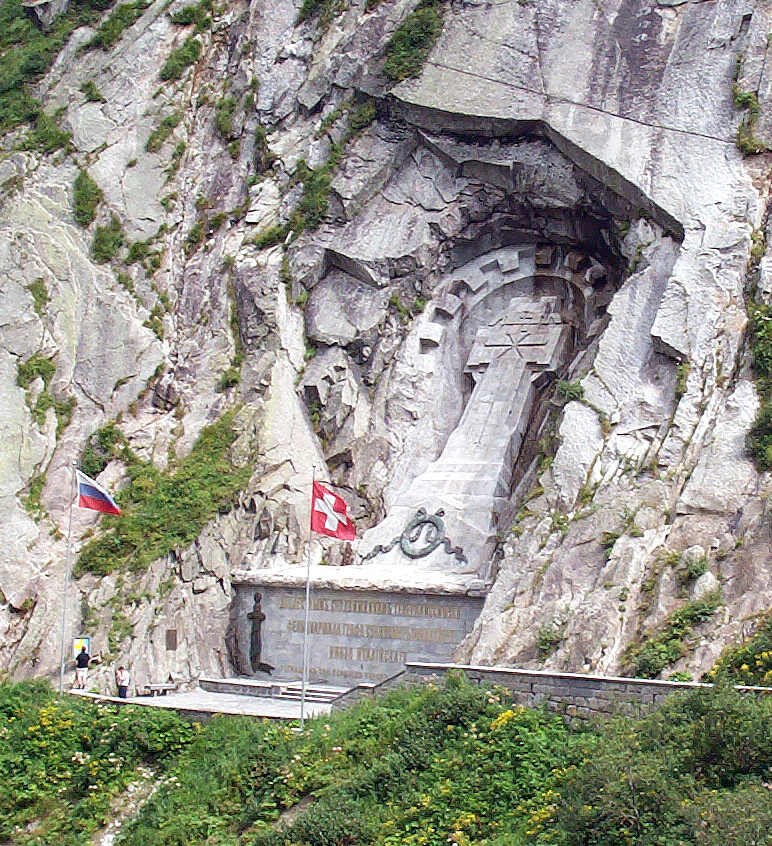
スイスに現存するアルプス越えの記念碑

この頃、スイスではマッセナ率いるフランス軍とカール大公率いる連合軍が交戦しており、6月4日の第一次チューリッヒの戦いから、膠着状態が続いていた。スヴォーロフの活躍によってイタリア方面の優位が確立したことによって、連合軍は戦略を切り替えることとした。スイスのカール大公の軍をライン方面へ転じ、その穴埋めに余裕の出来たスヴォーロフの軍をスイスへ振り向けようとしたのである。
9月、スヴォーロフは20,000名の軍を率いてスイスへ向かった。9月15日、タヴェルネ (Torricella-Taverne) に到着。しかし、ここで合流するはずのオーストリア軍の輜重隊が到着しておらず、それを待って時間を浪費することとなった。9月19日、サン・ゴタール峠に差し掛かったところで、ルクールブ率いるフランス軍が立ちはだかった。スヴォーロフはローゼンベルクに分遣隊を与えて翼側から回りこませ、9月24日に協同して攻撃し、フランス軍を後退させた。9月25日、ロシア軍はルツェルンへ続く橋（通称、悪魔の橋）を超えた。
9月26日、アルトドルフに到着したところで、スイスでマッセナと対峙していたコルサコフの軍が、第二次チューリッヒの戦いで破れたという報告が届いた。フランス軍の攻撃を避けるため、スヴォーロフは軍を東へ転じた。10月4日、グラールスに到着。しかし、ここで合流するはずのオーストリア軍の輜重隊が、またもや到着していなかった。この時点でフランス軍はロシア軍の退路をふさぎつつあった。弾薬兵糧の欠乏した状態では、正面突破は困難である。スヴォーロフは、アルプス山脈を越えることを決意した。10月のアルプスはすでに冬といってよく、行軍は困難を極め、脱落者が相次いだ。10月8日、アルプス越えに成功したロシア軍は、イランツで連合軍と合流した。スヴォーロフは5,000人以上の兵士を失い、そのうち1,600人が死亡、3,500人以上が負傷し、歩兵は28.4パーセントの損失を被ったが、フランス軍の追撃は完全に振り切った。

### 不遇の死
スヴォーロフの大胆なアルプス越えは、ハンニバル以来のことと賞賛された。ロシア大元帥の地位が授与され、さらに凱旋行進を執り行うことを許された。1800年1月21日、スヴォーロフはサンクトペテルブルクに帰国した。しかし、パーヴェル1世は突如としてスヴォーロフから全ての地位と名誉を取り上げ、いわれのない罪を着せて軍から追放した。1800年5月18日、スヴォーロフはサンクトペテルブルクで亡くなった。上のような経緯のため、葬儀の参列者は、イギリス大使のウィットワース卿、詩人のデルジャービン、他数人だけだった。遺体はアレクサンドル・ネフスキー大修道院に収められた。墓碑には「ここにスヴォーロフ眠る(Здесь лежит Суворов)」とだけ刻まれていた。
1801年3月にパーヴェル1世は暗殺され（パーヴェル1世暗殺事件）、後にアレクサンドル1世がスヴォーロフの名誉を回復し、軍神マルスを模したスヴォーロフの彫像を建造してサンクトペテルブルクのマルス広場に置いた。
スヴォーロフの息子アルカディー（1784年-1811年）は、ロシア帝国の将軍として、ナポレオン戦争やオスマン帝国との戦いで活躍したが、皮肉なことに父が名声を高めたルムニク川で溺れて亡くなった。孫のアレクサンドル・アルカディエビチ（1804年-1882年）もまた、ロシア帝国の将軍として活躍した。

## 著書

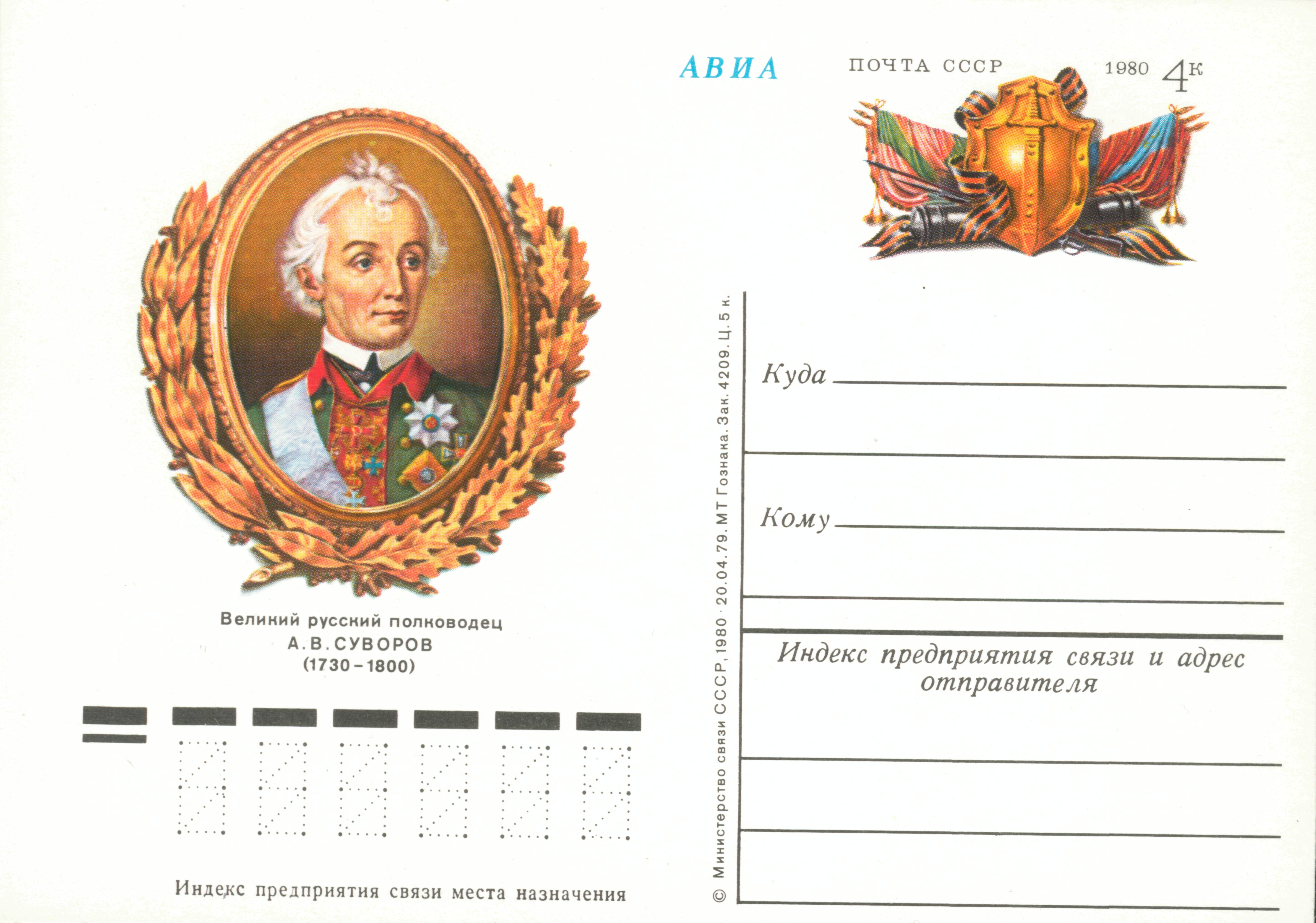
1980年発行の記念葉書

- 「勝利の科学(Наука побеждать)」1796年

## 評価
常勝不敗の指揮官としてその名声は確立している。スヴォーロフの戦略、戦術の基本は機動と速攻、奇襲にあった。ポーランド侵攻や露土戦争で見られるように、しばしば少数精鋭の部隊を率いて速攻を仕掛け、成功を収めている。スヴォーロフは著書の中で「戦争において金銭は尊い。人命はより尊い。それよりもなお時間は尊い」機動の重要性を述べている。これは敵に態勢を整える時間を与えぬことの必要性を説いたものである。そのためにスヴォーロフは機動を重視し、それを可能とする軍の質を維持するための猛訓練を奨励した。同じように著書の中では「厳しき訓練が、戦いを容易にする」と述べている。また、強襲に際しては射撃よりも銃剣突撃を活用するように命じた。これを述べた著名な言葉が「弾丸は嘘をつく。銃剣は正直だ」である。これは悪しき白兵主義のあらわれとして、リデル・ハートら多くの軍事史家に批判されたが、当時の銃の命中率が極めて低かったことが影響していると思われる。
スヴォーロフは部下の力量を見抜き、引き立てるという点でも優れていた。イスマイル要塞攻略で活躍したクトゥーゾフ、コシチュシュコ蜂起の鎮圧で活躍したバグラチオンらは、スヴォーロフに引き立てられ、その幕下で戦略、戦術を学んだ。彼らは後のナポレオン戦争でロシア軍を率いて活躍した。
以上のように軍事的才能は冠絶していたが、一方で性格には極めて癖のある人物であった。誰であろうと容赦なく批判したため、ポチョムキンやパーヴェル1世と反目し、左遷や解任の憂き目にあったことは述べたとおりである。また、スヴォーロフはさまざまな奇行の持ち主としても知られている。1796年に解任されて田舎に引っ込んだ頃には、教会の聖歌隊に入り、一日中歌ってばかりいたという。また、ドストエフスキーの『分身』には、「あの有名なスヴォーロフ将軍が鶏の鳴きまねをしたことは周知の事実だ」という文章がある。

## 顕彰
- スヴォーロフ軍事博物館(外部リンク) - 1904年に建設された。
- スヴォーロフ勲章 - 1942年7月29日、ソビエト連邦最高会議幹部会が制定。果敢な攻撃によって敵軍に大打撃を与えた者に授与された。帝政ロシアを倒して生まれたソビエト連邦にあってもスヴォーロフは偉大な軍人とされていたことが垣間見える。
- スヴォーロフ学校（Суворовское училище） - ソ連、ロシア連邦の軍幼年学校。
- サンクトペテルブルク以外にも、各地にスヴォーロフの記念碑が建造されている。オチャコフ、セヴァストポリ、イズマイール、トゥルチン、コブルィン、ラドガ、ヘルソン、ティマノフカ、シムフェロポリ、カリーニングラード、コンチャンスコウ、ルムニク、スイスのアルプス等。